# Cannabis en Perú

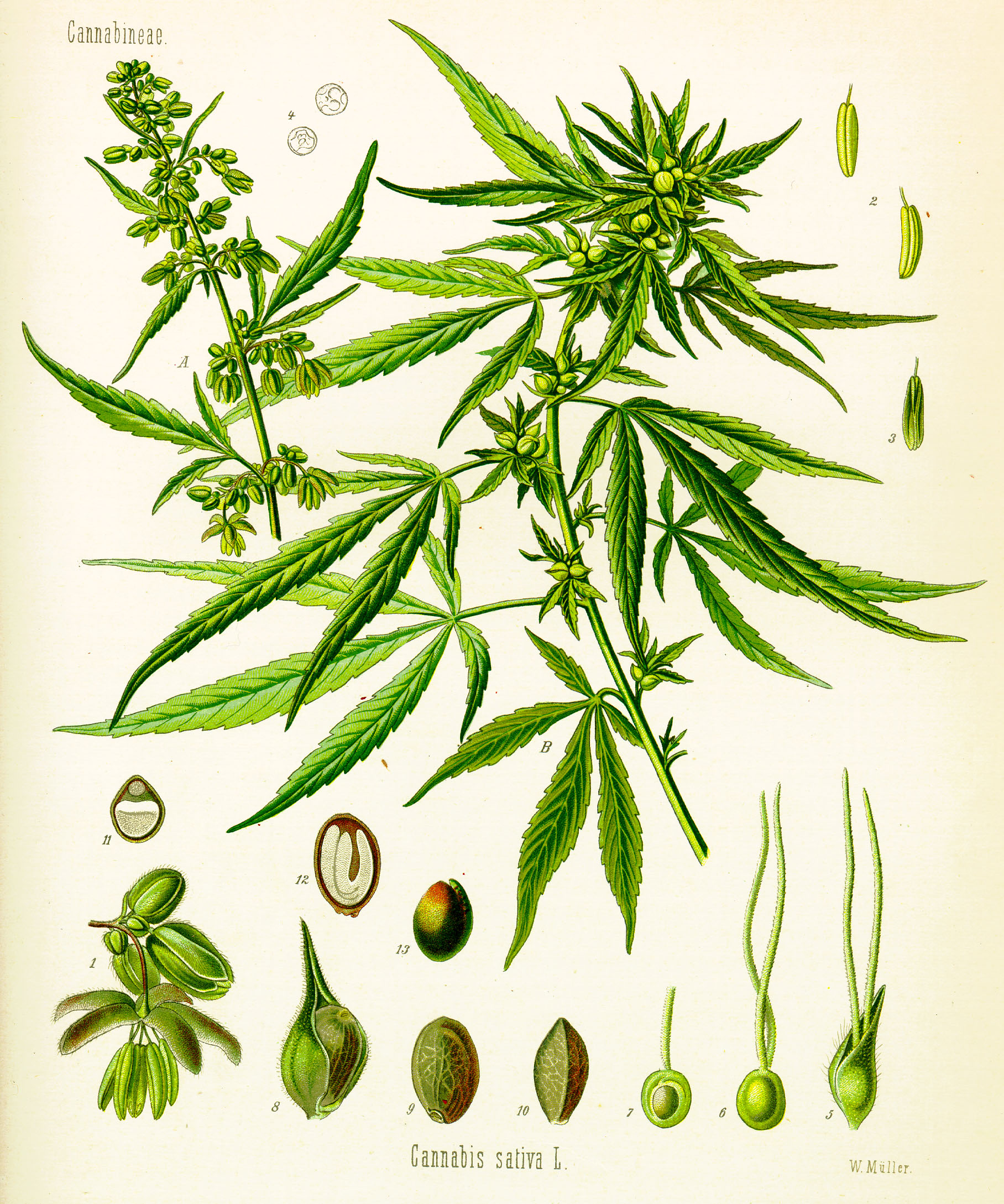
Ilustración de la especie Cannabis sativa. La vocación agrícola y la capacidad de producir todo el año del país, le dan ventajas comparativas para obtener varias cosechas anuales, en ciclos de 4 a 5 meses. Por lo anterior, la agroexportación de cannabis medicinal podría generar 1500 millones de dólares en cinco años.

En Perú solo es legal el cultivo, importación, transporte y venta de cannabis medicinal en base al reglamento de las leyes n.° 30681 del 2019 y n.° 31312 del 2021.
De acuerdo al artículo 296 del Código Penal de 1991, en el Perú solo se considera como delito la posesión, la promoción y el cultivo de marihuana destinada al tráfico de drogas. También se considera delito «la conspiración para promover, favorecer o facilitar el tráfico ilícito» de marihuana.
Asimismo, en el contexto del consumo personal, el artículo 299 establece que no es punible la posesión de hasta 8 gramos de flores de cannabis o hasta 2 gramos de sus derivados (aceites, tinturas, comestibles, etc).

## Historia
El cultivo de marihuana era ilegal (excepto para consumo personal), de acuerdo al Artículo 296-A del Código Penal establece:

El que promueve, favorece, financia, facilita o ejecuta actos de siembra o cultivo de plantas de amapola de la especie Papaver somníferum o marihuana de la especie Cannabis sativa será reprimido con pena privativa de libertad no menor de ocho años ni mayor de quince años y con ciento ochenta a trescientos sesenta y cinco días-multa e inhabilitación conforme al artículo 36°, incisos 1, 2 y 4.

El que comercializa o transfiere semillas de las especies a que alude el párrafo anterior será reprimido con pena privativa de libertad no menor de cinco ni mayor de diez años y con ciento veinte a ciento ochenta días-multa.

La pena será privativa de libertad no menor de dos ni mayor de seis años y de noventa a ciento veinte días-multa cuando:

  1. La cantidad de plantas sembradas o cultivadas no exceda de cien.

  2. La cantidad de semillas no exceda de la requerida para sembrar el número de plantas que señala el inciso precedente.

Será reprimido con pena privativa de libertad no menor de veinticinco ni mayor de treinta y cinco años el que, mediante amenaza o violencia, obliga a otro a la siembra o cultivo o al procesamiento ilícito de plantas de coca, amapola de la especie papaver somníferum o marihuana de la especie cannabis sativa.
Artículo 296-A, Código Penal del Perú, 30 de abril de 2003. 

Sobre el consumo personal, el Artículo 299 del Código Penal establece :

No es punible la posesión de droga para el propio e inmediato consumo, en cantidad que no exceda de cinco gramos de pasta básica de cocaína, dos gramos de clorhidrato de cocaína, ocho gramos de marihuana o dos gramos de sus derivados, un gramo de látex de opio o doscientos miligramos de sus derivados o doscientos cincuenta miligramos de éxtasis, conteniendo Metilendioxianfetamina - MDA, Metilendioximetanfetamina - MDMA, Metanfetamina o sustancias análogas.
Artículo 299, Código Penal del Perú, 30 de abril de 2003. 

### Cannabis medicinal
El 8 de febrero de 2017, la policía allanó un laboratorio clandestino en el distrito de San Miguel en Lima incautando 5 kg de marihuana junto a equipamiento para producir aceite. Durante la intervención, miembros de la Asociación "Buscando esperanza" se manifestaron argumentando que más de 60 pacientes en Lima se benefician del aceite medicinal de cannabis producido en el laboratorio. Este evento visibilizó y dinamizó a nivel nacional el debate sobre la legalización del cannabis medicinal en Perú. El 26 de septiembre también en Arequipa se reportó la presencia de otros 50 pacientes que hacen uso de la marihuana medicinal.

#### Proyecto de Ley
El 18 de septiembre de 2017, la Comisión de Defensa Nacional, Orden Interno, Desarrollo Alternativo y Lucha contra las Drogas del Congreso de la República aprobó el proyecto de ley N° 982/2016-PE sobre uso de la marihuana con fines medicinales.
El 23 de septiembre de 2017 se realizó una marcha con cientos de personas en el centro de Lima a favor del uso de la marihuana medicinal.
El 11 de octubre de 2017 la Comisión de Salud del Congreso aprobó el proyecto de ley N° 982/2016-PE sobre uso de la marihuana con fines medicinales.
El 20 de octubre de 2017 los miembros del Congreso aprobaron el uso medicinal de la marihuana con 64 votos a favor, 3 abstenciones y 4 votos en contra. Dentro de la norma se considera la importación, producción e investigación en el país sobre el uso medicinal de la marihuana.

### Ley n.° 30681
Finalmente, el 16 de noviembre de 2017, el presidente de la República Pedro Pablo Kuczynski publicó oficialmente la ley n.° 30681 que regula el uso medicinal y terapéutico del cannabis y sus derivados. Quedó pendiente la reglamentación de la ley.
Luego del proceso de desarrollado por especialistas y representantes de las asociaciones de pacientes, el 6 de febrero de 2019 se inició el proceso de aprobación de la reglamentación de la ley a partir de la firma del mismo por parte de la Ministra de Salud Zulema Tomás González y otros ministros del gabinete presidencial.
El 23 de febrero de 2019 se publicó el reglamento de la ley n.° 30681. Este proceso se llevó cabo en medio de una expectativa por parte de los gremios farmacéuticos nacionales, las corporaciones transnacionales y los pacientes respecto a la producción, importación y exportación del cannabis y sus derivados. El reglamento del uso medicinal y terapéutico contempla los siguientes puntos:
- Autoridades de control y fiscalización
- Licencias para la investigación científica, para la importación y/o comercialización, y para la producción
- Prescripción y tratamiento médico
- Adquisición, producción, almacenamiento, custodia, dispensación y control de los derivados de cannabis para uso medicinal

- Registros sanitario, de pacientes, de importación y/o comercialización, de investigación y de producción

## 420 Green Cure la primera Asociación de cannábis legamente constituida en registros públicos[38]
El 19 de agosto de 2019, 420 Green Cure logra constituirse como la primera asociación cannábica en registros públicos, haciendo legal su giro comercial marcando un hito importante al demostrar que la actividad de cultivo y procesamiento de cannabis por asociaciones era un derecho y que sería el cimiento de la ley de cultivo asociativo.

### Ley n.° 31312
Una de las principales críticas al reglamento de la ley n.° 30681 fue la ausencia de legislación respecto al autocultivo. Por lo mismo, dos años después, el 16 de julio de 2021 el Congreso de la República aprobó la ley n.° 31312 que modifica algunos artículos de la ley n.° 30681 para incorporar la posibilidad del autocultivo personal o el cultivo asociativo de Cannabis para exclusivo uso medicinal y terapéutico en el país. Una semana después, el presidente de la República Francisco Sagasti mandó promulgar la ley el 23 de julio de 2021, publicándose ésta el 25 de julio.
La ley n.° 31312 define la producción artesanal de la siguiente manera:

con cultivo asociativo al cultivo de cannabis y su procesamiento para obtener cannabis medicinal que realizan las asociaciones formadas únicamente por pacientes inscritos en el Registro de pacientes usuarios del cannabis y sus derivados para uso medicinal y terapéutico, o sus apoyos designados o representantes legales, para exclusivo beneficio de los pacientes calificados que las integran.

Asimismo, se estableció una cuarta licencia específica para el autocultivo artesanal, el procedimiento para obtenerla y las autorizaciones que brinda. El Ministerio de Salud otorga la licencia mientras que la Unidad Especializada de la Dirección Antidrogas de la Policía Nacional del Perú (Ministerio del Interior) desarrolla y aprueba un protocolo de seguridad para la preparación de productos medicinales basados en el cultivo artesanal de cannabis.

## Licencias
Las licencias otorgadas, según las leyes n.° 30681 y n.° 31312, son de cuatro tipos:
- Licencia para la investigación científica, con o sin cultivo de la planta del género Cannabis, para las universidades e instituciones de investigación agraria y en salud
- Licencia para la importación de cannabis y sus derivados y/o comercialización de derivados de cannabis
- Licencia para la producción de derivados de cannabis, con o sin cultivo de la planta del género Cannabis, que se otorga exclusivamente a las entidades públicas y laboratorios debidamente registrados y certificados
- Licencia para la producción artesanal de derivados de cannabis con cultivo asociativo de la planta del género Cannabis, con fines medicinales y terapéuticos, que se otorga a asociaciones debidamente acreditadas y certificadas

En abril de 2020 la Dirección General de Medicamentos, Insumos y Drogas (Digemid) otorgó la primera licencia para la importación y comercialización del cannabis medicinal en el país a la corporación internacional Khiron Life Sciences Corp.

## 420 Green Curey laprimera licencia de cultivo de cannabisasociativo en Perú
420 Green Cure es una asociación dedicada a la investigación, producción y promoción del cannabis medicinal en Perú. El 13 de febrero de 2025, la organización obtuvo la primera licencia de cultivo  asociativo de cannabis medicinal otorgada por el Estado peruano, marcando un hito en la historia de la regulación del cannabis en el país.
Este permiso fue concedido en cumplimiento de la Ley N° 30681 y su modificatoria la Ley 31312, que regula el uso medicinal y terapéutico del cannabis y sus derivados en Perú. La autorización permite el cultivo con fines de investigación y producción, asegurando el acceso a tratamientos de calidad para pacientes que requieren cannabinoides como parte de su terapia.

### Impacto del Proyecto
El otorgamiento de esta licencia ha tenido un impacto significativo en distintos ámbitos:
- Acceso a tratamientos: Facilita la producción nacional de cannabis medicinal, reduciendo costos y asegurando productos de calidad para los pacientes que lo necesitan.
- Avance en la investigación científica: Permite el desarrollo de estudios sobre el cannabis y sus aplicaciones terapéuticas en diversas patologías, promoviendo evidencia científica en el país.
- Fortalecimiento del marco regulatorio: Sienta un precedente legal y administrativo para futuras iniciativas de cultivo y producción en el país.
- Impulso a la industria nacional: Fomenta la creación de empleos y el desarrollo de  una economía basada en el cannabis medicinal, con beneficios para agricultores, investigadores y profesionales de la salud.
- Concientización y educación: Refuerza la difusión de información sobre los usos médicos del cannabis, combatiendo el estigma y promoviendo una mayor aceptación social.

El logro de 420 Green Cure representa un paso fundamental en la consolidación de un mercado regulado de cannabis medicinal en el país. La asociación continúa trabajando en la educación, divulgación y desarrollo de la industria del cannabis con el objetivo de mejorar la calidad de vida de los pacientes y fortalecer el marco normativo en Perú.